# Arthur Maranget
Arthur Maranget est un homme politique français né le 22 septembre 1867 à Langres (Haute-Marne) et décédé le 16 janvier 1945 à Paris.

## Biographie
Avocat au barreau de Langres en 1891, il est conseiller municipal en 1908 puis maire de Langres de 1919 à 1924. Il est sénateur de la Haute-Marne de 1920 à 1924, avec une activité assez réduite. Il ne se représente pas en 1924 et devient en 1926 juge au tribunal de première instance de la Seine, puis conseiller à la cour d'appel de Paris.

## Sources
- « Arthur Maranget », dans le Dictionnaire des parlementaires français (1889-1940), sous la direction de Jean Jolly, PUF, 1960 [détail de l’édition]